# Dungarvan
52°5′4″N 7°38′22″V / 52.08444°N 7.63944°V
Dungarvan (Irsk: Dún Garbháin) er en irsk by i County Waterford i provinsen Munster, i den sydvestlige del af Republikken Irland med en befolkning (inkl. opland) på 8,362 indb i 2006 (7,452 i 2002) 